# Việt Lập
Việt Lập là một xã thuộc huyện Tân Yên,Thành phố Bắc Giang, tỉnh Bắc Giang, Việt Nam.
Xã Việt Lập có diện tích 14,49 km², dân số năm 1999 là 8384 người, mật độ dân số đạt 579 người/km².
Xã Việt Lập được thành lập ngày 13 tháng 3 năm 1946. Là xã miền núi nằm ở phía đông nam huyện Tân Yên. Phía Tây giáp xã Cao Xá, phía Đông giáp xã Liên Chung, phía Nam giáp xã Quế Nham, xã Ngọc Lý, phía bắc giáp thị trấn Cao Thượng. Toàn xã có 13 thôn và có tỉnh lộ 398 chạy qua.
Địa hình: Là xã miền núi, diện tích đồi núi chiếm trên 50% phân bố không đều. Có những dải đồi chạy vòng quanh tạo thành ranh giới tự nhiên với các xã bạn. Lại có những vùng đồi nằm nối tiếp nhau như bát úp vượt cao hẳn lên trên những xứ đồng tạo nên những cánh đồng xen kẽ trong địa bàn. Về địa hình của xã cao về phía Tây, thoải dần về phía Đông nam. Độ nghiêng này đã tạo thành dòng chảy của các con ngòi và dòng kênh chạy qua.
Khí hậu: nằm trong vùng nhiệt đới gió mùa của đồng bằng trung du Bắc Bộ, có nền nhiệt độ cao, nhiệt độ trung bình hàng năm là 30 độ c – 35 độ c.Nhiệt độ cao nhất trong tháng 6 là 40 độ c, nhiệt độ thấp nhất trong tháng 12 từ 16 - 20 độ c.
Bệnh viện: Trạm y tế xã Việt Lập
Trường học:
- Trường Mần non Việt Lập
-Trường Tiểu học Việt Lập
-Trường Trung học Cơ sở Việt Lập
-Trường Trung cấp Biên phòng.